# Bobr (Žacléř)
Bobr (německy Bober) je část města Žacléř v okrese Trutnov. Nachází se na severu Žacléře na potoce Bobr. V roce 2009 zde bylo evidováno 97 adres. V roce 2001 zde trvale žilo 207 obyvatel.
V roce 1834 zde bylo 83 domů a 525 obyvatel.
Bobr je také název katastrálního území o rozloze 2,38 km2.